# Iglesia de la Anunciación (Javier)
La iglesia de la Anunciación es una iglesia parroquial católica situada en la localidad navarra de Javier (España). Está adosada a la abadía de Javier, donde estuvieron residiendo las Oblatas de Cristo Sacerdote durante cuatro décadas (1971-2011).

## Historia
La primera mención de la "abadía" o iglesia parroquial es de 1252, cuando fue parte de la donación que Teobaldo II realizó a perpetuidad a la familia Aznárez de Sada. En el siglo XV Juana Aznárez de Sada casa con Martín de Azpilicueta naciendo de este matrimonio María de Azpilicueta y Aznárez de Sada. María casó, a su vez, con Juan de Jaso, siendo uno de sus hijos «Francés, el futuro San Francisco. El nacimiento se produjo en el castillo el 7 de abril de 1506 y el recién nacido fue bautizado en una pila bautismal que la tradición identifica con la que hoy se encuentra en el baptisterio de la iglesia parroquial.»
La advocación de entonces era Santa María de la Anunciación, por eso aún se le llama también iglesia de Santa María.

## La abadía
El edificio original de la abadía fue construido en el siglo XV por Juan de Jasso y María de Azpilicueta, padres de Francisco Javier, como residencia a los sacerdotes del lugar y que servían en la parroquia de Javier. La parroquia sirvió de templo y estuvo al cuidado de las órdenes religiosas que han residido en la abadía.
El templo actual fue construido en 1702, de estilo barroco, y se construyó sobre una iglesia preexistente, quizás medieval o de principios del siglo XVI. Está levantada «con mampostería y sillares en esquina y cadenas.» Es de planta rectangular, «de nave única en tres tramos más cabecera recta», con tres capillas laterales repartidas entre el lado del Evangelio (2) y de la Epístola (1). Tiene una cubierta de «medio cañón con lunetos y arcos fajones de medio punto».
Cuenta con retablos laterales dedicados al Sagrado Corazón de Jesús y a la Virgen María aprendiendo a leer con sus padres, que datan de 1674. Sobre el sepulcro de doña Violante de Azpilicueta, hermana de María de Azpilicueta, hay un crucificado que data también del siglo XVII. 

Panorámica de la abadía vista desde la iglesia parroquial

## Arte
Del siglo XVIII, en torno a 1754, data el retablo central situado en la cabecera plana. Se atribuye a Francisco Román o José Coral, con policromía de Juan Antonio Logroño. De estilo rococó, con tres lienzos que muestran la Anunciación, a San Ignacio de Loyola y a San Francisco Javier, en la parte inferior, y un cuarto, La Crucifixión, sobre la Anunciación.
Una talla de madera, de la segunda mitad del siglo XIII, de Santa María de Javier, preside el altar mayor.

A los pies del templo se ubica una pila bautismal del siglo XV en la que fue bautizado Francisco de Jaso y Azpilicueta o San Francisco de Javier. Es una pila octogonal, de gótico tardío, decorada con labra de escudos y círculos.

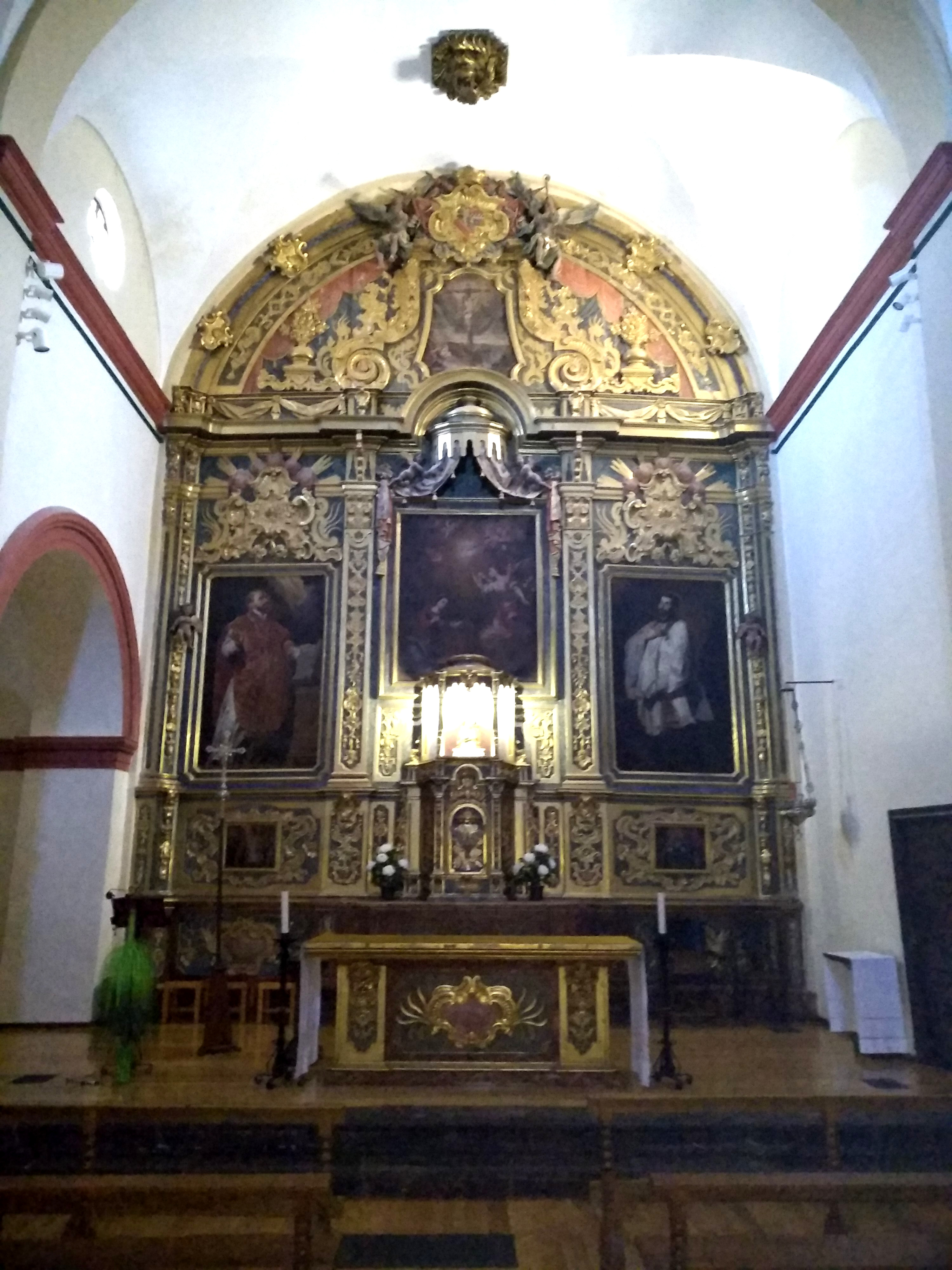
Retablo iglesia parroquial
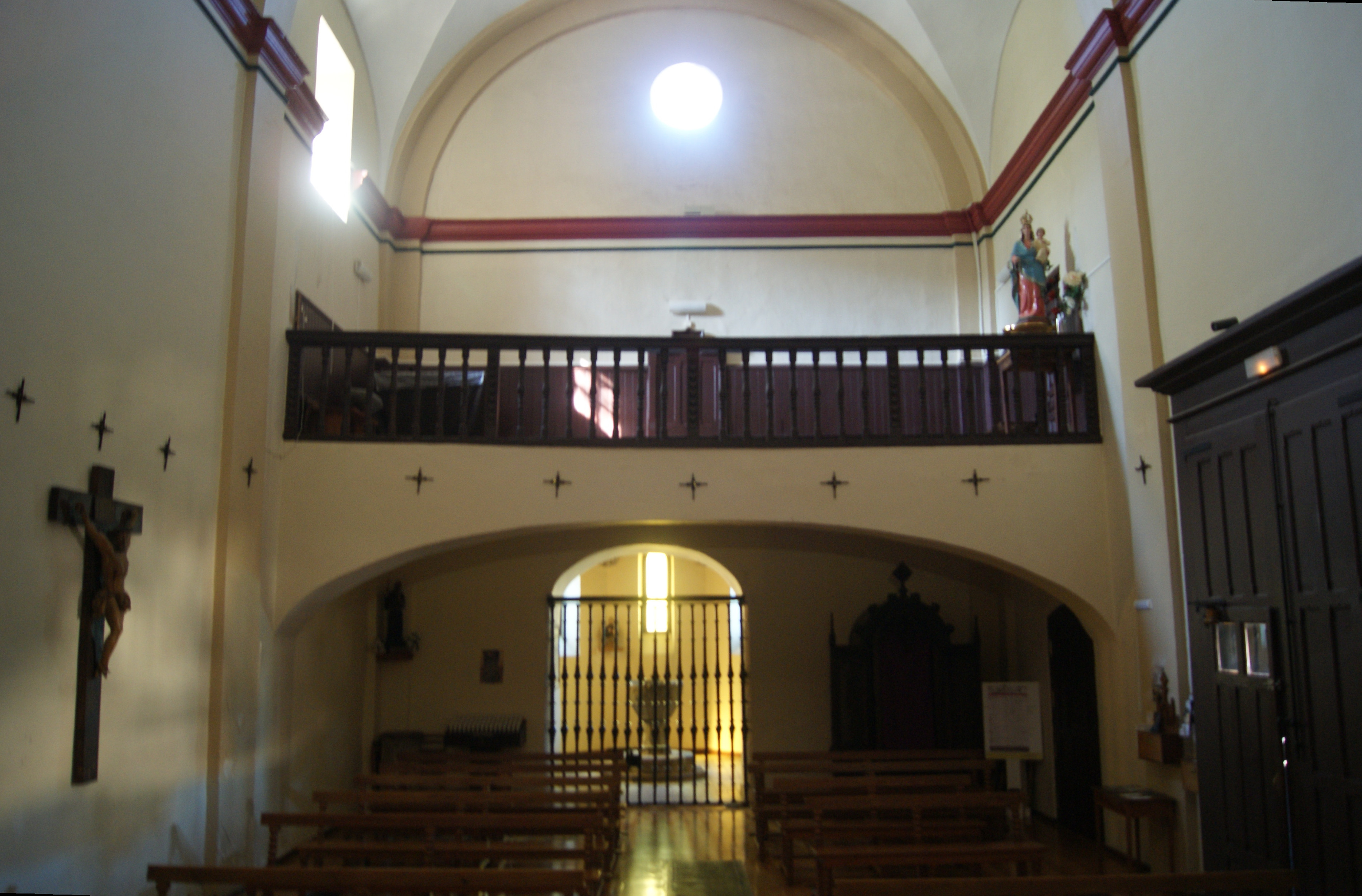
Nave de la iglesia. Al fondo se observa la pila bautismal.
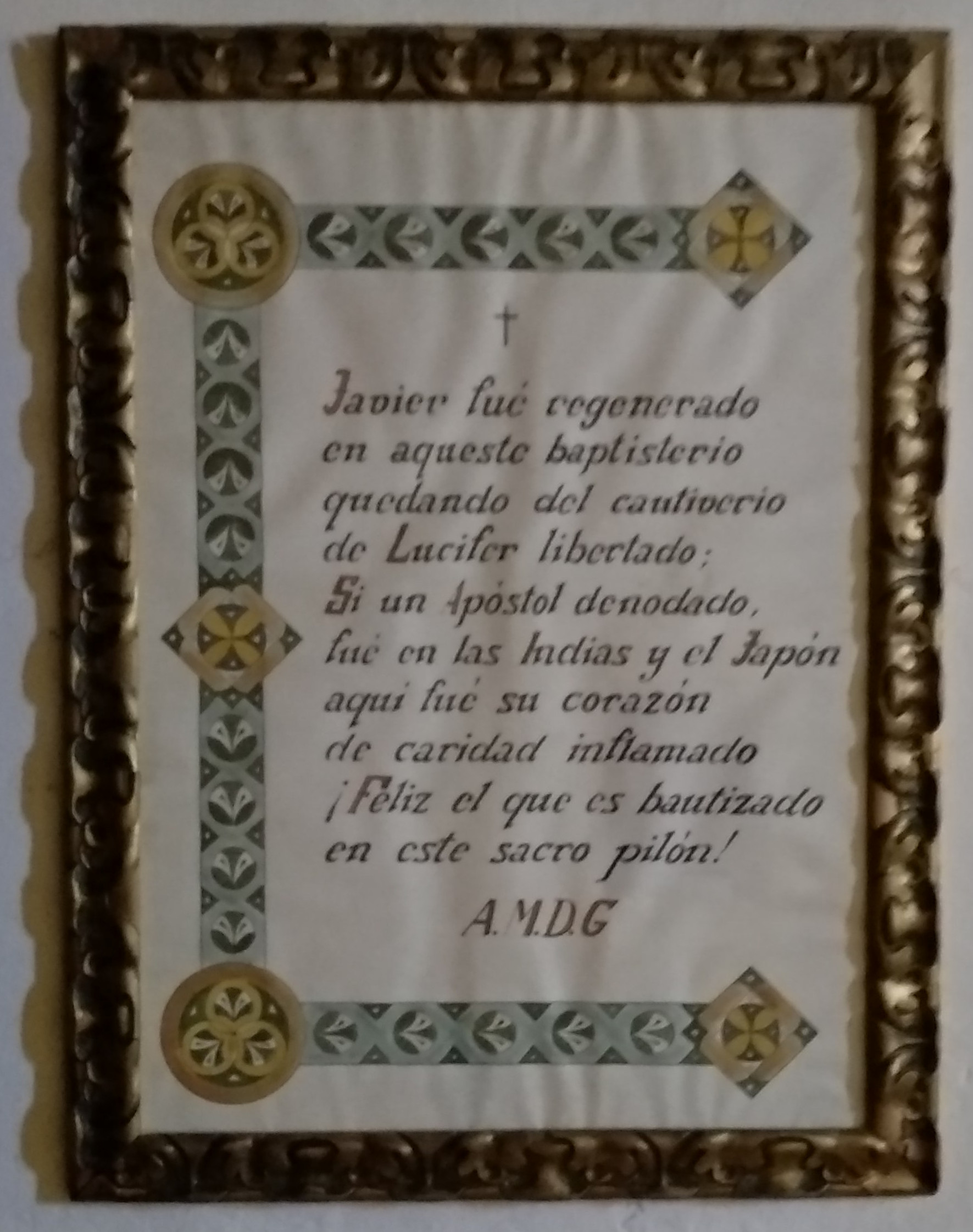
Poema bautismal
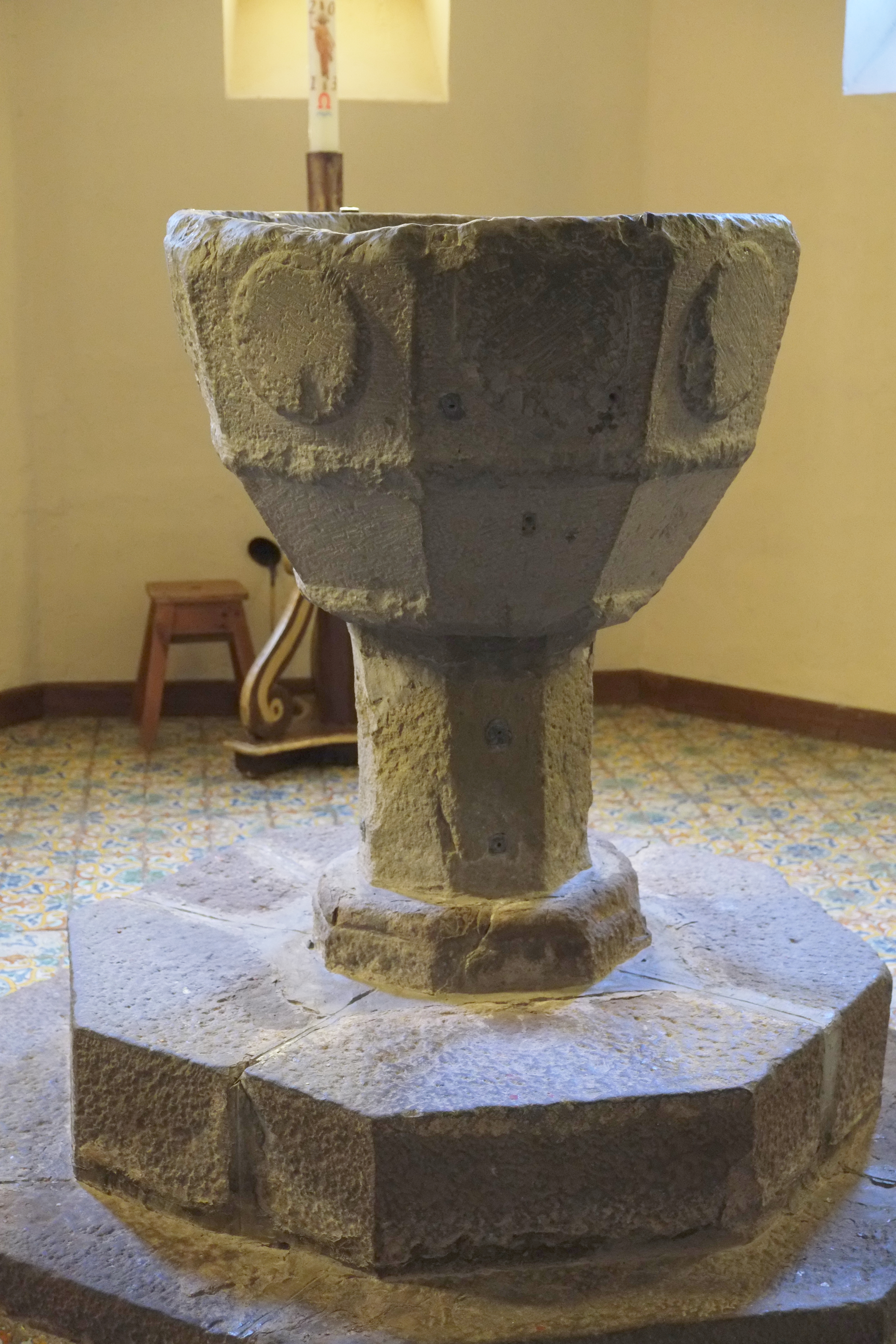
Pila donde recibió Francisco de Javier su bautismo
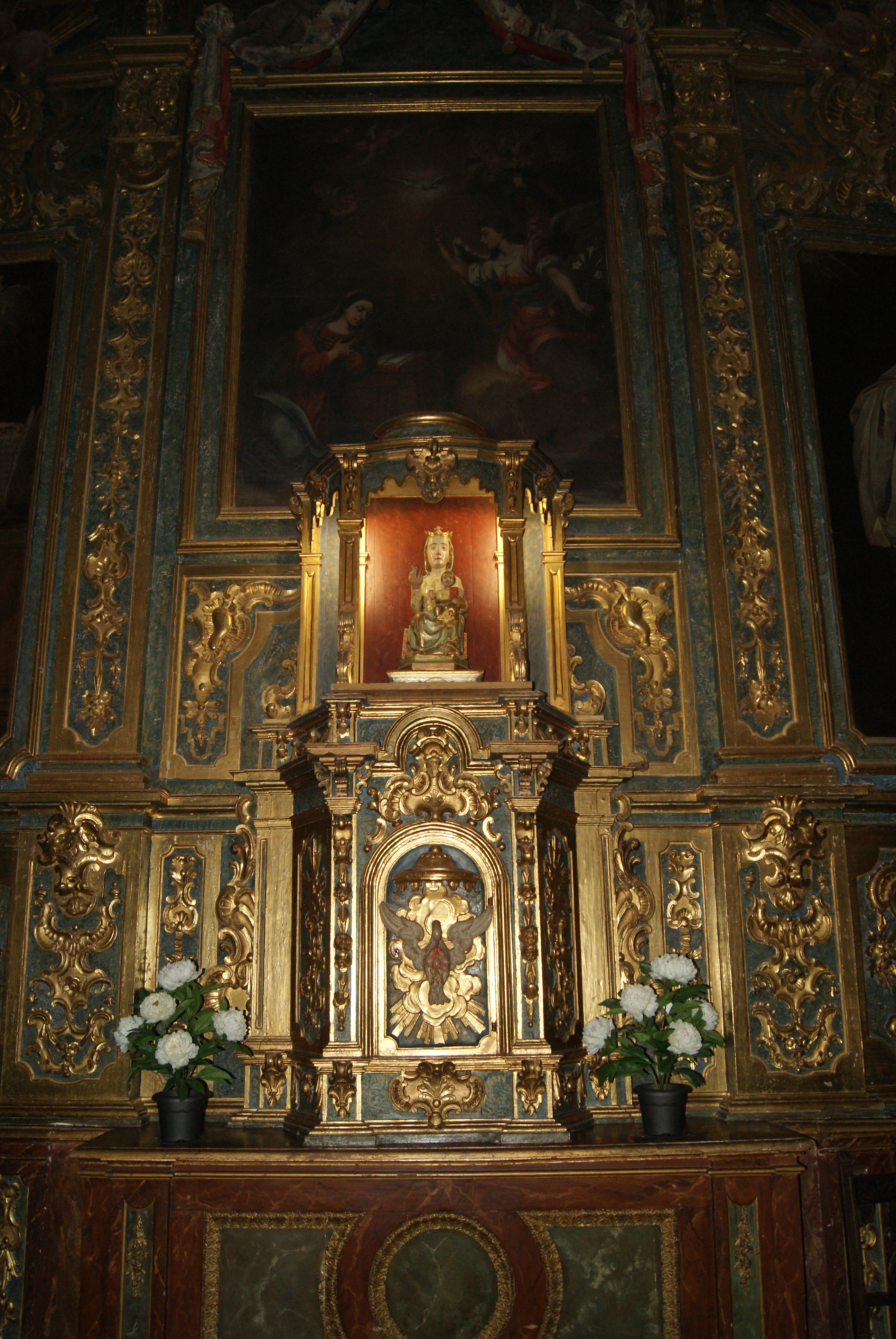
Talla del siglo XIII de Santa María de Javier
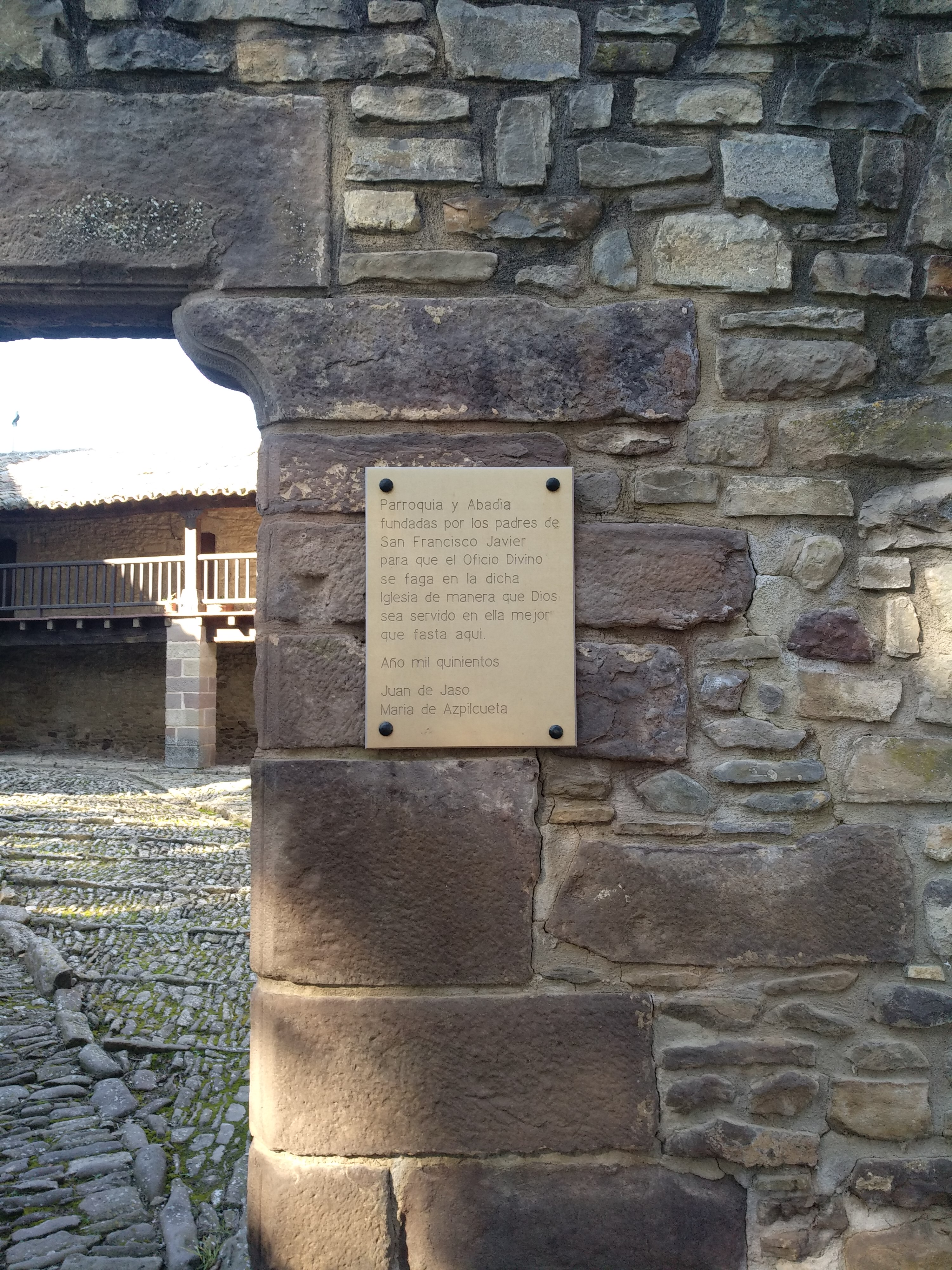
Placa conmemorativa de la fundación de la abadía
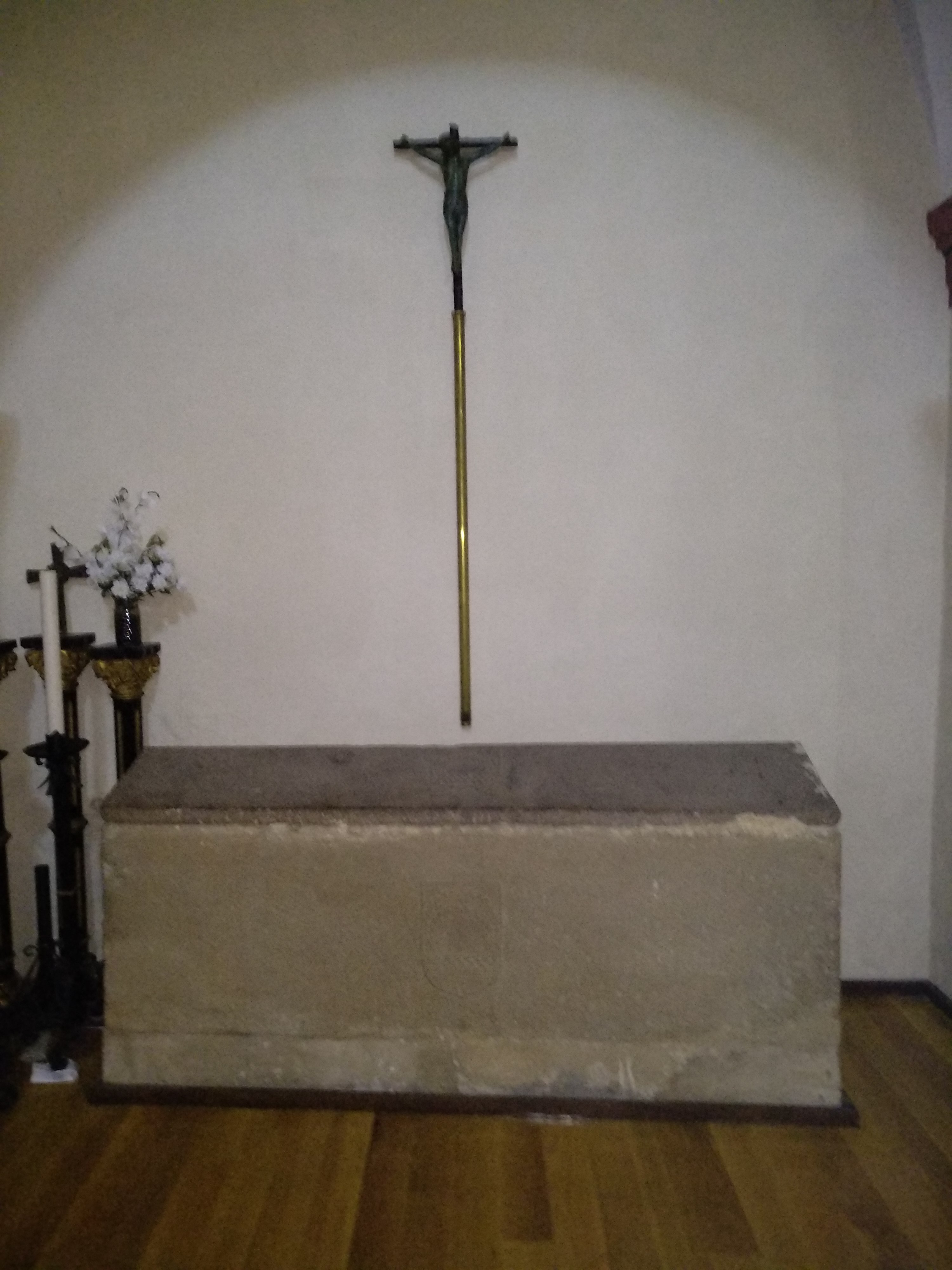
Sepulcro de los señores de Javier
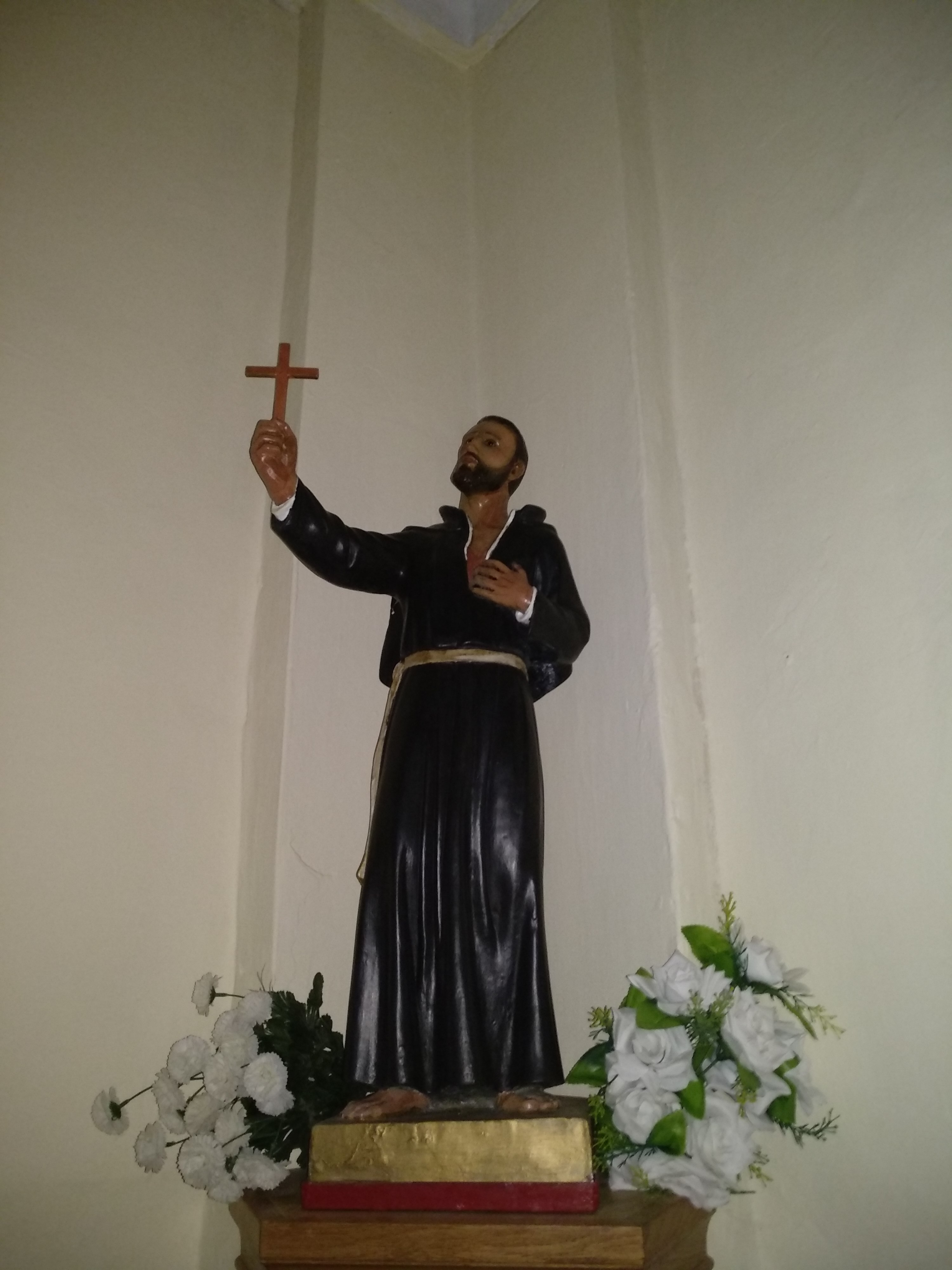
Imagen de San Francisco de Javier
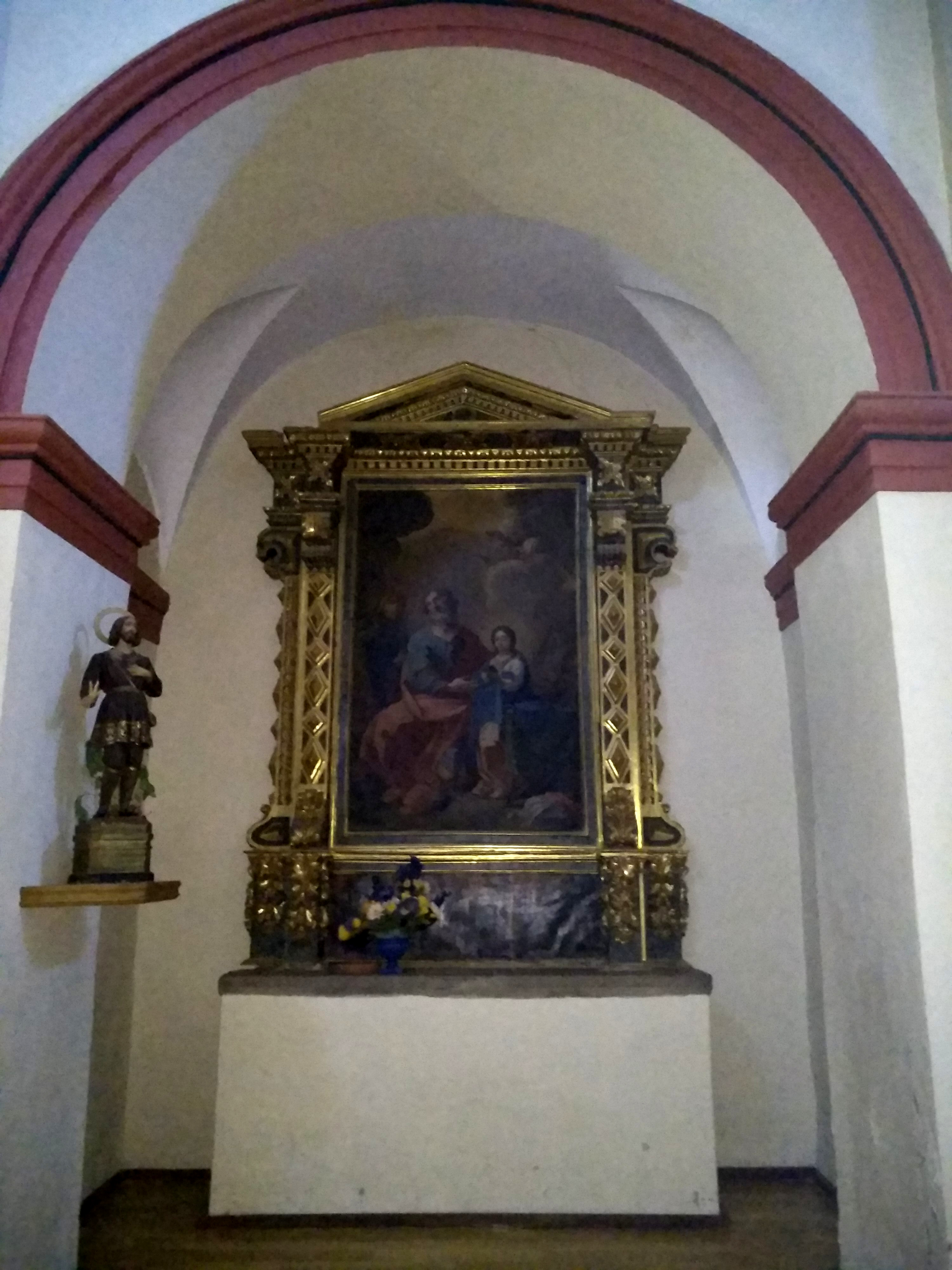
Capilla lateral
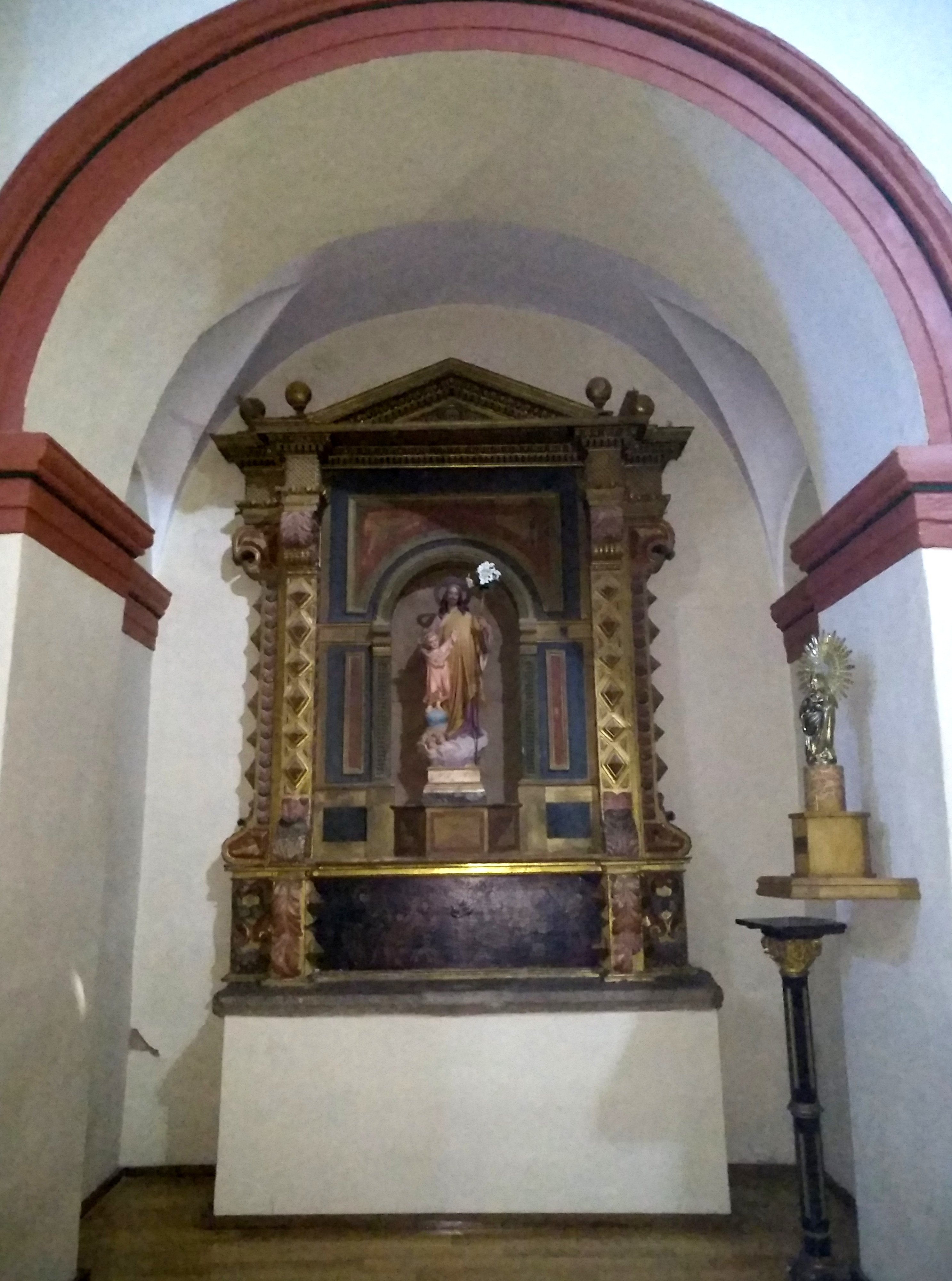
Capilla lateral
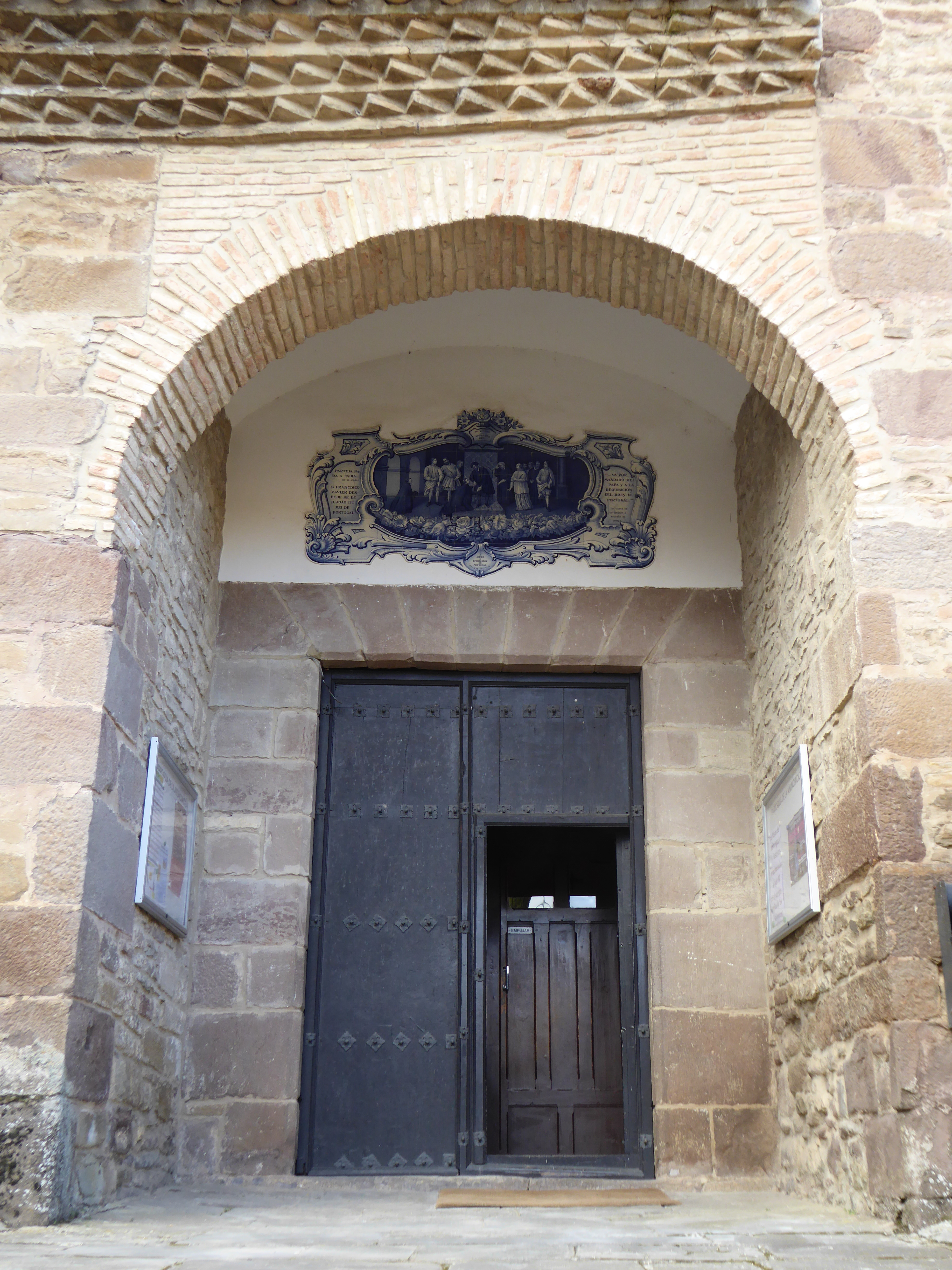
Acceso al templo
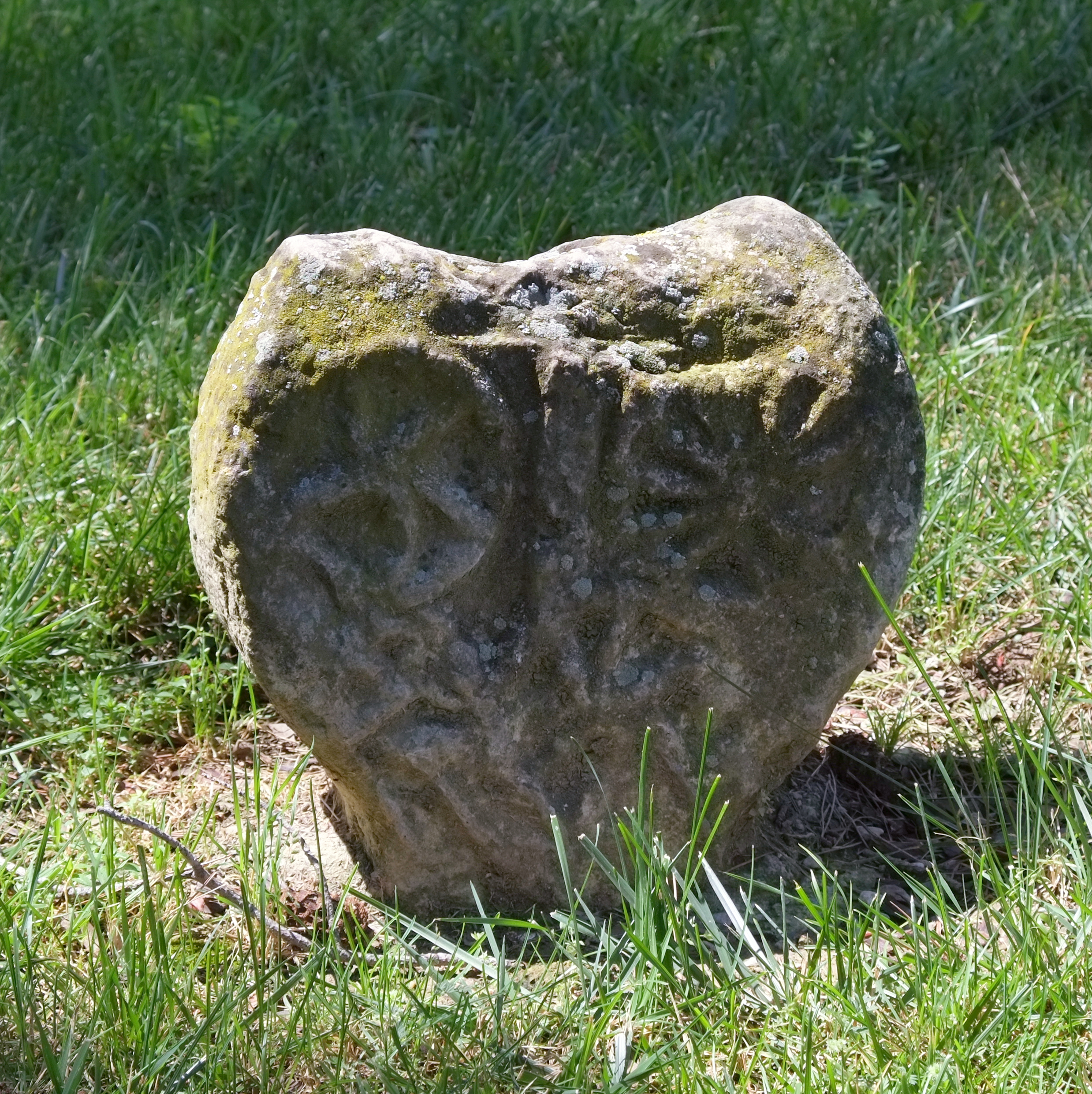
Estela discoidea en el exterior de la abadía

## Arqueología
Durante la reforma de la iglesia, en el año 2005, se realizaron previamente, como parte del proyecto, intervenciones arqueológicas que llevaron a cambios los objetivos inicialmente previstos conforme se avanzaron los trabajos. Esta intervención se desarrolló entre diciembre de 2004 y febrero de 2005.
Tras una primera fase, que trataba de evaluar arqueológicamente el subsuelo de la parroquia, donde se encontraron inhumaciones y estructuras constructivas previas, se afrontó una segunda fase que abarcó la excavación de toda la nave con una profundidad de 40 cm. a partir de la cota del suelo inicial. Los resultados obtenidos sirvieron para establecer una secuencia histórica del lugar. Ciertamente no se hicieron unas excavaciones a fondo y se ciñeron al interior. Por ello, algunas estructuras que mostraban continuidad exterior, no fueron evaluadas al completo aunque lo visto sirvió para aventurar de qué se trataba.
De esta exploración arqueológica se conoce «una larga evolución histórica» del lugar que «se remonta a la Alta Edad Media y finaliza en el momento actual.» Las noticias documentales que había sobre una iglesia previa que había desde finales del siglo XII quedó atestiguada por algunos elementos primitivos aunque no se pudo datar con precisión al no hallarse «ningún elemento de cultura material» que habría permitido una datación.